# Jūzō Itami

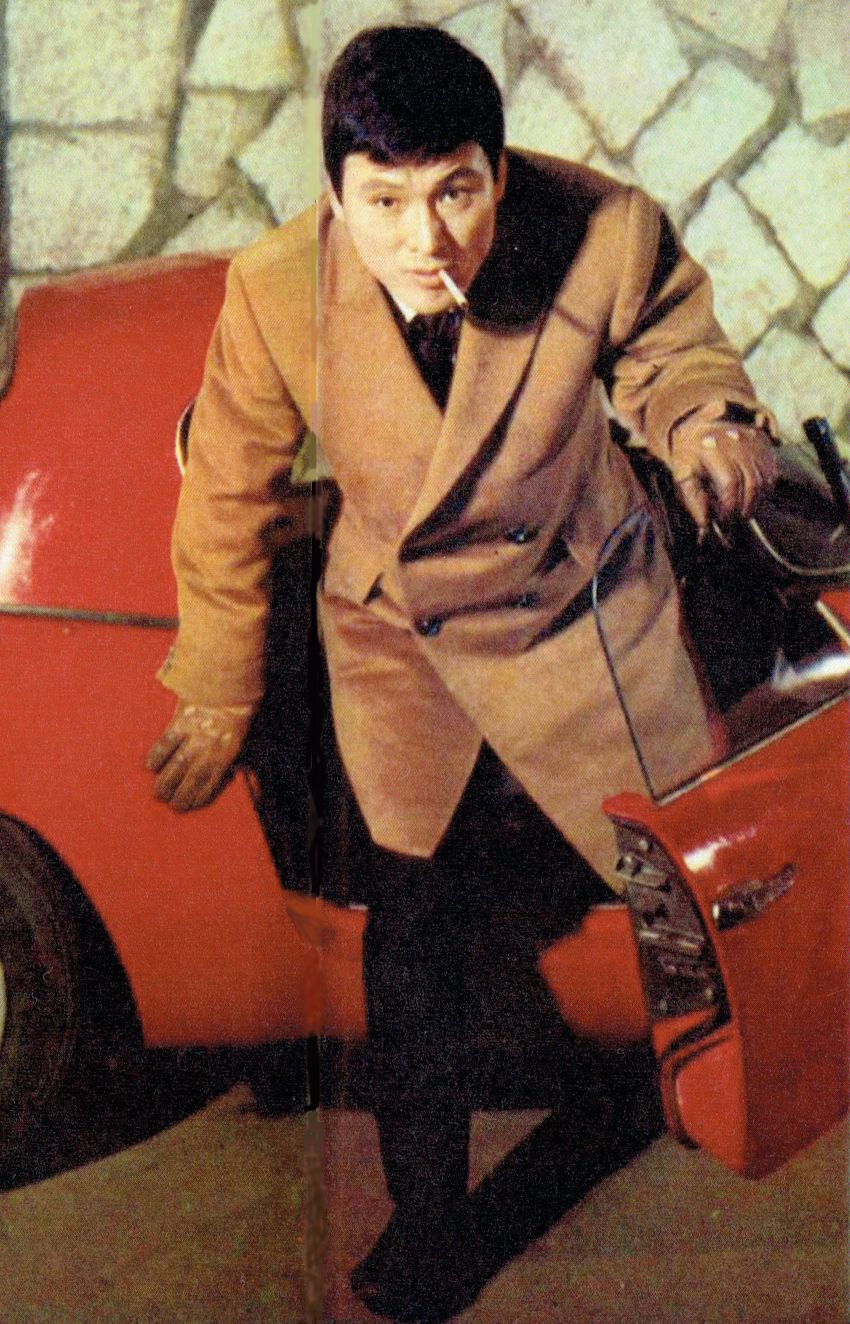
Jūzō Itami, 1966

Jūzō Itami (japanisch 伊丹十三, Itami Jūzō; eigentlich Yoshihiro Ikeuchi; * 15. Mai 1933 in Kyoto; † 20. Dezember 1997 in Tokio) war ein japanischer Schauspieler und Filmregisseur.

## Leben
Itami war der Sohn des Regisseurs Mansaku Itami. In den 1960er Jahren wurde er als Schauspieler in 55 Tage in Peking neben Ava Gardner und Charlton Heston und in mehreren japanischen Filmen bekannt. 1984 gewann er den Hochi Film Award und den Kinema Junpo Award für verschiedene Nebenrollen. Ab diesem Jahr betätigte er sich auch als Regisseur. Seine erste Regiearbeit war die Komödie Beerdigungszeremonie mit Tsutomu Yamazaki und Nobuko Miyamoto in den Hauptrollen. Der Film gewann zahlreiche Auszeichnungen, unter anderem erhielt Itami für Beerdigungszeremonie Japanese Academy Awards in den Kategorien Beste Regie und Bestes Drehbuch.
Von 1969 bis zu seinem Tod war er mit der japanischen Schauspielerin Nobuko Miyamoto verheiratet, die auch in fast all seinen Filmen die Hauptrolle spielte.
Juzo Itami stürzte am 20. Dezember 1997 aus dem achten Stock des Gebäudes, in dem er arbeitete. Im Vorfeld wurde ihm von der Presse eine Affäre mit einer 26 Jahre alten Schauspielerin nachgesagt. Er hinterließ angeblich eine Notiz, worin er diese Affäre verneinte, und erklärte, nur der Freitod könne seine Unschuld beweisen. Zum Zeitpunkt seines Todes arbeitete Itami an einem Film, in dem es um die angeblichen Verwicklungen zwischen der Soka Gakkai und der Yakuza gehen sollte. Einige Stimmen behaupten deshalb, die Yakuza habe ihn ermordet und den Mord als Selbstmord getarnt. Diese Verschwörungstheorie wird durch die Tatsache unterstützt, dass Itami wegen seines Films Minbo Schwierigkeiten mit der japanischen Mafia bekam und einmal sogar von bestellten Schlägern zusammengeschlagen wurde.
Itamis Schwester war mit Kenzaburo Oe verheiratet.
Am 10. Juni 1998 wurde der Asteroid (7905) Juzoitami nach ihm benannt.

## Filmografie (Auswahl)

### Schauspieler
- 1960: Nise daigakusei
- 1963: 55 Tage in Peking (55 Days at Peking)
- 1965: Lord Jim
- 1969: King Ping Meh – Chinesischer Liebesreigen (Kinpeibei)
- 1974: Lady Snowblood 2: Love Song of Vengeance (Shura-yuki-hime: Urami Renga)
- 1980: Yūgure made
- 1981: Akuryo-To
- 1983: Die Töchter des Hauses Marioka (Sasame-yuki)
- 1983: Familienspiele (Kazoku gēmu)
- 1984: MacArthurs Kinder (Setouchi shonen yakyu dan)

### Regisseur und Drehbuchautor
- 1984: Beerdigungszeremonie (Ososhiki)
- 1985: Tampopo
- 1987: Die Steuerfahnderin (Marusa no onna)
- 1988: Die Steuerfahnderin schlägt wieder zu (Marusa no onna II)
- 1990: Geisha des Glücks (Ageman)
- 1992: Die Kunst der Erpressung (DVD-Titel: Minbo) (Minbo no onna)
- 1993: Tanz am Abgrund (Daibyonin)
- 1995: Shizukana seikatsu
- 1996: Sūpah no onna
- 1997: Marutai no onna